# Salsola yazdiana
Salsola yazdiana är en amarantväxtart som beskrevs av Mostafa Assadi. Salsola yazdiana ingår i släktet sodaörter, och familjen amarantväxter. Inga underarter finns listade i Catalogue of Life.